# Saxifraga glabella
Saxifraga glabella là một loài thực vật có hoa trong họ Saxifragaceae. Loài này được Bertol. miêu tả khoa học đầu tiên năm 1824.